# Reebok
Reebok er et firma, der producerer sportssko, tøj og accessories. Siden 2005 har det været et datterselskab af det tyske firma Adidas. Navnet kommer fra betegnelsen af råbukantilopen på afrikaans. Firmaet blev grundlagt under navnet J.W. Foster and Sons i 1895. I 1958 blev navnet omdøbt til Reebok. 
Hovedkontoret ligger i Canton, Massachusetts, USA, mens der er regionale afdelinger i Amsterdam, Montreal (Canada), Hong Kong (Asien og stillehavsområdet) og Mexico City (Latinamerika).